# Kartular Sv. Krševana u Zadru
Kartular samostana Sv. Krševana u Zadru je kopijalna knjiga s prijepisima isprava. Nastao je na kraju 12. stoljeća ili početkom 13. stoljeća. Prema Margetiću, kartular je iznimno vjerodostojan, budući da se unosci isprava u kartularu poklapaju sa sačuvanim ispravama, što svjedoči o preciznosti i savjesnosti anonimnog autora. Smatra se jednim od važnijih dokumenata srednjovjekovne zadarske, dalmatinske i hrvatske povijesti.

## Rukopis
Kartular sv. Krševana u Zadru pisan je beneventanom. Original je nestao 1919. godine, stoga je danas poznat po opisu Ferde Šišića i po nekoliko sačuvanih fotografija. Kartular su poznavali i koristili kao izvor povjesničari Ivan Lučić (1604. - 1679.) i Daniele Farlati (1690. - 1773.), ali je potom bio zagubljen, zbog čega ga nisu mogli koristiti Ivan Kukuljević Sakcinski (1816. - 1889.) i Franjo Rački (1828. - 1894.). Pronašao ga je povjesničar Tadija Smičiklas (1843. - 1914.) u arhivu Zadarske nadbiskupije i iskoristio za objavljivanje isprava iz 12. stoljeća. Kasnije je opet izgubljen, tako da ga kasniji povjesničari i istraživači nisu mogli koristiti kao vrelo.
Dio povjesničara smatra da ga je pisao gradski notar, svećenik Blaž (Blasius). Međutim, zbog paleografskih razlika između drugih Blaževih zapisa i isprava u kartulara, neki povjesničari, poput Margetića, odbacuju Blaževo autorstvo i pripisuju ga anonimnom sastavljaču.

## Sadržaj
Kartular sadrži isprave kojima su samostanu sv. Krševana u Zadru dodijeljivani razni privilegiji. Ukupno je 25 isprava koje pokrivaju razdoblje od 986. do 1196. godine. Sadržaj nekih isprava je izgubljen. Sačuvana je isprava kojom redovnik Dabro otkupljuje vinograde u Lukoranu, a redovnik Neuprata daruje drugi vinograd (1106.). Poznata je i isprava kojom opat Petar svjedoči o stjecanju posjeda u Diklu i na Pašmanu 1067. godine, a u toj se ispravi nalazi i potvrdnica kralja Petra Krešimira IV. o darovnici kralja Krešimira II. Zatim, sačuvana je isprava kojom Hrvatin s bratom 1070. daruje posjed u Sekiranima, a iste godine prema drugoj ispravi Radovan daruje samostanu posjed u Suhovari, dok Zovina braća daruju posjed u Obrovici. Sačuvana je i potvrda da su Zadrani 986. obnovili samostan Sv. Krševana, te da mu je Petar Krešimir IV. darovao otok Maun 1069. godine.
Skup isprava u ovom kartularu donekle odskače u pojednim diplomatičkim karakteristikama od drugih sačuvanih isprava. U prvom redu, isprave u kartularu samostana Sv. Krševana sadrže najviše formalnih sankcija koje služe kao opomena prekršiteljima onoga što je ugovoreno u pojedinoj ispravi.